# Iankaikkinen
Iankaikkinen  (рус. «Вечный») — восьмой альбом финской хеви-металлической группы Kotiteollisuus, выпущенный в 2006 году. В альбом вошли два сингла, Arkunnaula и Tuonelan koivut. Первоначально в альбом планировалось также включить композицию «Kuolemajärvi» (позже она вошла в альбом Kummitusjuna). Кроме того, альбом содержит два видеоклипа, «Iankaikkinen» и «Kummitusjuna».

## Список композиций
1. «Kivireki» (2:49)
2. «Arkunnaula» (4:06)
3. «Iankaikkinen» (4:13)
4. «Kadonneet» (3:40)
5. «Ukko Perkele» (5:35)
6. «Tuonelan koivut» (5:11)
7. «Kaksin käsin» (3:26)
8. «Kummitusjuna» (4:21)
9. «Pullon henki» (6:04)
10. «Aamu» (5:02)
11. «Unilaulu» (3:55)

## Синглы

### Arkunnaula
1. «Arkunnaula» (4:12)
2. «Helvetinpyörä» (4:09)

### Tuonelan koivut
1. «Tuonelan koivut» (4:38)
2. «Viimeistä päivää» (5:18)

## Участники записи

### Группа
- Йоуни Хюнюнен: вокал, гитара
- Йанне Хонгисто: бас
- Йари Синкконен: ударные

### Приглашённые музыканты
- Туомас Холопайнен: клавишные
- Микко Кармила
- Йанне Хюнюнен
- Миитри Аалтонен
- Йанне Маннонен